# José Manuel León
José Manuel León Talavera (Las Palmas de Gran Canaria, Gran Canaria, 15 de mayo de 1944-Ibidem., 15 de febrero de 2020), más conocido como León, fue un futbolista y entrenador español que jugó en la Unión Deportiva Las Palmas durante trece temporadas como extremo, participando en dos ocasiones en competiciones europeas (Copa de Ferias 1969-70 y Copa de la UEFA 1972-73).

## Trayectoria profesional

### Inicios
León comenzó a jugar al fútbol en el Colegio de los Jesuitas de Vegueta. Pasó por el equipo San Diego de Alcalá antes de entrar en los juveniles de la Unión Deportiva Las Palmas, donde se proclamó Campeón de España en 1962 bajo la dirección de Luis Molowny y con Germán Dévora como compañero, entre otros.

### Jugador
León debuta en el primer equipo de la Unión Deportiva Las Palmas frente al Recreativo de Huelva el 16 de septiembre de 1962, en el Estadio Colombino. El entrenador que lo hace debutar fue Rosendo Hernández. Aquel año el equipo termina 3º en el Grupo II de la Segunda División. Su primer gol lo marcaría el 3 de febrero de 1963 frente al San Fernando de Cádiz. El siguiente año (temporada 1963/64) logra el ascenso a Primera División al acabar 1º en el Grupo II de la Segunda División y obteniendo así el ascenso directo. En la temporada 1964-65 marca cinco goles en veintidós partidos, y el equipo termina noveno. El siguiente año (temporada 1965-66) logra once goles en veintiocho partidos, terminando la Liga en decimoprimera posición. La temporada 1966-67 termina con cuatro goles de León en dieciséis partidos, donde el equipo acaba la decimoprimera posición.
La histórica temporada 1967-68, donde León y su equipo logran la tercera posición del campeonato de Liga. Marcaría tres goles en veintinueve partidos. Al año siguiente (temporada 1968-69) el equipo logra el subcampeonato, con once goles de León en veinticuatro partidos. Fue la temporada donde alcanzó una mayor cifra goleadora. Aquel año además juega la Copa de Ferias frente al Hertha de Berlín (1ª ronda). Al año siguiente (temporada 1969-70) marcaría en seis ocasiones de los treinta partidos que jugó, acabando el equipo el noveno. Comenzó la década (temporada 1970-71) con el mismo número de goles (seis) en veintisiete partidos. A partir de 1972 León bajaría su cuota anotadora, al marcar dos goles repartidos entre las temporadas 1971-72 y 1972-73.
Sus dos últimos años supondrían los de menor presencia de León desde su debut, al jugar diecisiete partidos en la temporada 1973-74 (dos goles) y veintiún en la temporada 1974-75. Aquellos años el equipo acabó en decimoprimero y decimotercero. Al finalizar la temporada se retiró del fútbol profesional, siendo su despedida de los terrenos de juego un 18 de mayo de 1975, en el Estadio de Sarriá frente al Club Deportivo Español. Durante los trece años que jugó en el primer equipo de la Unión Deportiva Las Palmas marcó 56 goles en Primera División. Disputó 275 partidos de liga, treinta de Copa y cuatro de UEFA, y marcó más de setenta goles (56 en Primera División).

### Entrenador
En el año 1976 coge las riendas del equipo juvenil de la Unión Deportiva Las Palmas (Las Palmas Atlético), donde logra el campeonato de Tercera División y el ascenso a Segunda División B. En la temporada 1980-81 dirige temporalmente al primer equipo, relevando a Antonio Ruiz. Regresó a los mandos en la temporada 1982-83 en siete partidos, donde el equipo no lograría mantener la categoría. Volvería a retomar su labor en el primer equipo en la temporada 1991-92, durante cinco partidos, en la temporada que el equipo bajó a Segunda División B.
Posteriormente ha dirigido al Maspalomas y al Universidad de Las Palmas de Gran Canaria Club de Fútbol, donde llevó a un equipo recién formado desde las más bajas categorías hasta la Tercera División.
Volvería a coger temporalmente las riendas del primer equipo junto a Paco Castellano para dirigir los últimos cuatro partidos de la temporada 2008-09, donde el equipo logró salvar la categoría.